# Spectrochemische reeks
De spectrochemische reeks is een belangrijk begrip uit de ligandveldtheorie en de kristalveldtheorie.

## Spectrochemische reeks van liganden
De spectrochemische reeks is een reeks van liganden, die geordend zijn naar hun sterkte. Volgens de kristalveldtheorie bepaalt de sterkte van de ligand in een coördinatieverbinding de elektronenbezetting in de d-orbitalen van het transitiemetaal en daarmee de grootte van de opsplitsingsenergie (Δ). De liganden die vooraan in de reeks staan, zoals I− en Br−, geven aanleiding tot een kleine Δ-waarde, omdat ze niet tot weinig sterk zijn. Bijgevolg geven deze liganden aanleiding tot high spin-complexen. Anderzijds, liganden die achteraan de reeks staan, zoals CO en CN−, zijn zeer sterk en zorgen voor een grote Δ-waarde. Deze liganden geven aanleiding tot low spin-complexen.
De spectrochemische reeks van zwakke tot sterke liganden luidt:
O22− < I− < Br− < S2− < SCN− < Cl− < NO3− < N3− < F− < OH− < C2O42− < H2O < NCS− < CH3CN < pyridine < NH3 < ethyleendiamine < 2,2'-bipyridine < fenantroline < NO2− < PPh3 < CN− < NO < CO
De spectrochemische reeks van liganden werd in 1938 door de Japanse scheikundige R. Tsuchida opgesteld.

## Spectrochemische reeks van metaalionen
De benoeming sterk en zwak ligand is relatief en er moet ook rekening gehouden worden met de oxidatietoestand van het centraal metaalion. Zo produceert NH3 een zwak veld voor Co2+, maar een sterk veld voor Co3+. Dat is ook logisch: wanneer de oxidatietoestand van het metaalion stijgt, worden de liganden sterker naar het metaalion toegetrokken, omdat de ladingsdichtheid vergroot. Wanneer de liganden dichter naderen, vergroot de opsplitsingsenergie Δ en zorgen ze voor een sterker veld. Zo worden de low spin-complexen bevorderd ten opzichte van de high spin-complexen. De opsplitsingsenergie Δ hangt bijgevolg ook af van het soort metaalion, de elektronenconfiguratie en de oxidatietoestand. Er bestaat dus ook een spectrochemische reeks van metaalionen, die luidt (van zwakke tot sterke):
Mn2+ < Ni2+ < Co2+ < Fe2+ < V2+ < Fe3+ < Cr3+ < V3+ < Co3+ < Mn4+ < Mo3+ < Rh3+ < Pd4+ < Ir3+ < Re4+ < Pt4+
Zo zal bijvoorbeeld Pt4+ met jodide-liganden altijd een sterk complex vormen (low spin-complex), ondanks de relatieve zwakte van de jodide-liganden. De oorzaak ligt hier in de hoge oxidatietoestand van platina: de liganden worden immers zeer sterk naar het metaalion toegetrokken. In feite werkt de theorie van de ligandsterkte aan de hand van de spectrochemische reeks enkel maar tot metallische kationen van periode 4. Vanaf periode 5 moet de invloed van ligand en kation afgewogen worden ten opzichte van elkaar, wat soms leidt tot anomalieën, zoals bijvoorbeeld bij de Pt4+-complexen.